# Atriplex zahlensis
Atriplex zahlensis là loài thực vật có hoa thuộc họ Dền. Loài này được Mouterde mô tả khoa học đầu tiên năm 1966.